# サッカーTVワイド
サッカーTVワイド（さっかー・てぃーびー・わいど）は、2005年3月3日から2006年3月30日まで、BSジャパンで放送されていたサッカー専門のテレビ番組である。

## 概要
- 前身番組としてテレビ東京で放送されていた30分番組である「サッカーTV」の事実上続編となる番組である。
- 初回放送は毎週木曜日の21:00 - 23:00（JST）、再放映は土曜未明（金曜深夜）の1:45 - 3:45。
  - ただし木曜日に『全力闘球』（プロ野球中継）が放送された場合は金曜日の20:00 - 22:00に振り替え。再放送は変更なし。
- 番組は前週末に行われたJリーグ全15試合（J1：9試合、J2：6試合）について、試合のダイジェストだけに留まらず、試合の流れを決めたプレーについて専門家がわかりやすく解説した。またJリーグだけでなく、注目の国際試合や海外主要リーグの話題なども取り上げた。

## 出演者
- 総合キャスター - 川平慈英
- ナビゲーター（サブキャスター）- 水原恵理（テレビ東京）、梅田陽子
- 解説者
  - 宮澤ミシェル（元市原）
  - 呂比須ワグナー（元日産、本田技研、平塚、FC東京、福岡）
  - 野口幸司（元平塚、名古屋、川崎、大宮）
  - 野々村芳和（元市原、札幌）
  - 田坂和昭（元平塚、C大阪）